# Blood and Soul
Blood and Soul — условно-бесплатная клиентская фэнтезийная массовая многопользовательская ролевая онлайн-игра (MMORPG), разработанная китайской компанией KongZhong совместно с корейскими и американскими разработчиками. Сюжет игры строится на противодействии Ада и Рая, герой персонажа защищает жителей Земли от адских созданий. Открытое бета-тестирование русской версии игры началось 17 июня 2011 года. 14 февраля 2011 года было объявлено об издании англоязычной версии игры под названием Blood Rites на территории Европы и Северной Америки.

## Игровой процесс
Игровой процесс Blood and Soul идентичен большинству восточных free-to-play игр. Развитие персонажа происходит путём выполнения заданий, прохождения подземелий и убийства монстров. Игрок может выбирать класс своего персонажа лишь на 20-м уровне, а расширенный класс доступен персонажу только с 60-го уровня.

### Классы
В Blood and Soul присутствует 4 основных класса, имеющих по два ответвления. Основной класс выбирается во время создания персонажа, а второй — по достижении 60-го уровня. Каждый класс выполняет в бою свою роль, так, стрелок и маг наносят значительный урон на расстоянии, воин может быть бойцом ближнего боя или «танком», бард поддерживает и лечит товарищей.

## Сюжет
Мир игры Blood and Soul состоит из трёх измерений — Небеса, Ад и Земля. Все измерения существовали независимо друг от друга до тех пор, пока адские монстры не создали проход между Адом и Небесами. Началась война, в результате которой адские создания были изгнаны обратно, а победу одержали воины Небес. Однако монстры не захотели мириться с положением и проникли на нейтральную территорию — Землю, жители которой оказались абсолютно не готовы к сражению, теперь их судьба зависит от помощи небесных созданий. Одним из таких созданий является персонаж игрока.